# Sunifredo II de Urgel
Sunifredo II de Urgel (c. 880 - 948) foi conde de Urgel entre 870 e 948, ano da sua morte.
Foi senhor dos condados de Barcelona, Gerona e Osona que herdou de seu pai, ficando o seu irmão, Miro II de Cerdanha com o condado de Cerdanha. 
Herdou também o condado de Urgel, tornando-se assim o primeiro Conde da propriedade por direito hereditário.
Em 914 presidiu a uma assembléia da igreja que refundou os bens de antigos mosteiros que por motivos vários tinham deixado de existir e atribui-os a Abadia de Tavernoles Sant Serni. 
Á data da sua morte e não tendo filhos varões sobrevivos o condado foi herdado pelo seu sobrinho Borrell II (c. 927 - 30 de Setembro de 992) foi conde de Barcelona, Gerona e Osona (947 - 992), e Conde de Urgel (948 - 992). Filho de Suniário I de Barcelona e Riquilda de Toulouse.

## Relações familiares
foi filho de Vifredo I de Barcelona "o Cabeludo" (830 — 21 de Agosto de 897) e de Guinilda de Barcelona filha de Sunifredo de Barcelona, visconde de Barcelona. Casou com Adelaide de Ruergue também denominada Adelaide de Barcelona (880 -?), filha de Armengol de Ruergue e Tolosa (c. 850 - Julho de 935), de quem terá tido, 1 filho, segundo alguns historiadores ou mais, segundo outros.
1. Borrel de Urgel (?-Depois de 12 de julho de 936), mas antes de seu pai, em 948.
2. Armengol de Urgel (-?), provavelmente morreu antes de seu pai.
3. Gisela de Urgel que se casou com Bernard Conflent
4. Adelaide de Urgel casada com Eisso I de Lluçà, representante de Lluçà.